# Вашаково
Вашаково (карел. Vašakke) — упразднённая в 1957 году деревня Святозерского сельсовета Пряжинского района Республики Карелия. Современная улица Вашаковская деревни Важинская Пристань.
В основе названия деревни лежит карельский вариант христианского имени Василий — карел. Vašakka.

## География
Расположена на юго-восточном берегу Святозера.

### Географическое положение
Согласно «Списку населённых мест Олонецкой губернии по сведениям за 1905 год» деревня находится на расстоянии:
- до уездного города (Петрозаводск) 67 вёрст
- до волостного правления (Святозеро) 4 версты
- до ближайшей деревни или села 1 верста
- до отделения почты 4 версты
- до пароходной пристани 63 версты
- до школы 2 верста.

## Топоним
На карте Европейской России, созданная под руководством Ивана Афанасьевича Стрельбицкого Военно-Топографическим Отделом Главного Штаба с ноября 1865 года по ноябрь 1871 года, обозначена как Вашково.
К 1873 году и после революции известна как Вашаково; в 1905 году зафиксирована как Вашково; на карте 1941 года — как Вашакова

## История
До Октябрьской революции 1917 года входила в Святозерское общество Святозерской волости Петрозаводского уезда Олонецкой губернии.
В годы Советско-финской войны (1941—1944) территория была оккупирована. Освобождена советскими войсками летом 1944 года в ходе Свирско-Петрозаводской операции.
Указом Президиума Верховного Совета Карельской АССР от 28 октября 1957 г. к Важинской Пристани были присоединены деревни Вашаково, Кара, Мельница и Сигнаволок.

## Население
Согласно «Списку населённых мест» 1873 года, население составляло 122 человека: 60 мужчин и 62 женщины. По национальности карелы.
Численность населения деревни в 1905 году составляла 169 человек, из них 86 мужчин и 83 женщины.

## Инфраструктура
Дом для отпуска «Вашаково».
К 1905 году в 27 дворах 30 крестьянских семей содержали скот: 47 лошадей, 99 коров и 65 голов прочего скота.

## Транспорт
Просёлочная дорога.
В дореволюционном описании деревни сказано, что она «лежит на почтовом тракте от города Петрозаводска к городу Олонцу. По левую сторону этого тракта».